# Kostel Rozeslání svatých Apoštolů (Chotěšice)
Kostel Rozeslání svatých Apoštolů stojí při hlavní silnici na Břístev v obci Chotěšice v okrese Nymburk. Jedná se o barokní hřbitovní areál z let 1746–⁠⁠⁠⁠⁠⁠1748, který je od 31. prosince 1965 kulturní památkou.

## Historie
Barokní kostel z let 1746–⁠⁠⁠⁠⁠⁠1748 se nachází v blízkosti zaniklého gotického kostela ze 14. století, který byl roku 1599 přestavěn. Návrh pochází z pera neznámého architekta. Mezi léty 1817–⁠⁠⁠⁠⁠⁠1820 a pak roku 1844 došlo k jeho přestavbě. V současnosti je v majetku Římskokatolická farnost Městec Králové a je společně s márnicí, ohradní hřbitovní zdí a pozemky chráněn jako kulturní památka.

## Popis
Jedná se o jednolodní stavbu na obdélníkovém půdorysu. Sakristie se nachází po levé straně čtvercového kněžiště s plackovou klenbou a ve střeše nad ním se tyčí sanktusník. V ose západního průčelí stojí hranolová věž o dvou podlažích s jehlancovitou střechou. Loď má valbovou střechu a obdélná okna, která jsou půlkruhově uzavřená. Její fasáda je profilována lizénami a římsami.
Interiér je vybaven rokokovým a barokním zařízením. Nachází se v něm také dřevoryt Panny Marie ze 2. poloviny 18. století.
Ke kostelu náleží márnice (rovněž v havarijním stavu) s valbovou střechou a vchodem v severní stěně. Do bočních zdí jsou vsazena malá okna. Areál hřbitova o výměře 0,15 ha uzavírá ohradní zeď z pískovcových kvádrů s železnými vraty.